# Warren County (Mississippi)
Warren County is een county in de Amerikaanse staat Mississippi.
De county heeft een landoppervlakte van 1.519 km² en telt 49.644 inwoners (volkstelling 2000). De hoofdplaats is Vicksburg.

## Bevolkingsontwikkeling

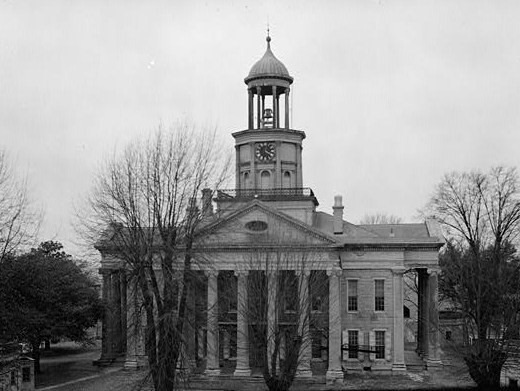
Warren County Courthouse